# Richard Fitzwilliam (5e vicomte Fitzwilliam)
Richard FitzWilliam (vers 1677 - 6 juin 1743), est un noble et un homme politique irlandais.

## Biographie
Il est le fils unique de Thomas Fitzwilliam (4e vicomte Fitzwilliam) et de sa première épouse, Mary Stapleton, fille de l’homme d’État anglais Sir Philip Stapleton . La famille FitzWilliam est enregistrée en Irlande à partir de 1210 environ et est devenue l'un des plus grands propriétaires terriens de Dublin. Il accède à la vicomté de FitzWilliam en 1704 et devient membre du Conseil privé d'Irlande en 1715. Il est élu député de Fowey au Parlement en 1727, poste qu'il occupe jusqu'en 1734 . Son père et son grand-père sont catholiques, et son père a été sous surveillance pendant un certain temps pour sa fidélité à Jacques II  mais Richard se convertit à l'Église d'Irlande.
En 1711, il construit Mount Merrion House à Dublin. De manière assez surprenante, on laisse la vieille maison familiale du château de Merrion tomber en ruine et est démolie plus tard au cours du siècle . Richard passe ses dernières années en Angleterre, mais ses héritiers reviennent à Mount Merrion.

## Famille
Lord Fitzwilliam épouse Frances Shelley, fille de Sir John Shelley, 3e baronnet de Michaelgrove et sa première épouse Bridget Neville, fille de George Nevill, 11e baron Bergavenny . Ils ont cinq enfants:
- Richard Fitzwilliam (6e vicomte Fitzwilliam)
- William, Usher du bâton noir en Irlande
- John Fitzwilliam (officier)
- Mary, qui épouse Henry Herbert (9e comte de Pembroke)
- Frances, qui épouse George Evans (2e baron Carbery).

Par l'intermédiaire de Mary, comtesse de Pembroke, fille de FitzWilliam, le grand héritage FitzWilliam est passé dans la famille Herbert au siècle suivant; ils sont toujours d'importants propriétaires terriens dans la ville de Dublin.